# U Piscium
U Piscium är en pulserande variabel av Mira Ceti-typ i Fiskarnas stjärnbild.
Stjärnan varierar mellan magnitud +10,3 och 14,9 med en period av 173,1 dygn.